# Zaak-El Kaouakibi

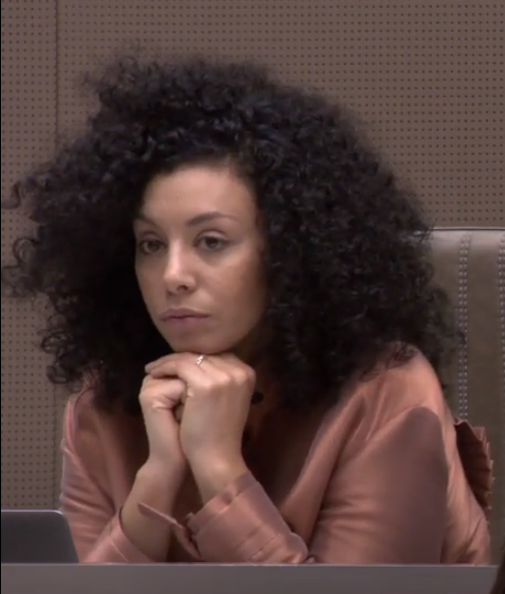
Sihame El Kaouakibi in 2019

De zaak-El Kaouakibi is een lopend Belgisch financieel schandaal rond de onderneemster en voormalig Vlaams volksvertegenwoordiger Sihame El Kaouakibi. El Kaouakibi werd in 2021 in diverse audits beticht van onder meer frauduleus gebruik van overheidssubsidies en private donaties, valsheid in geschrifte en misbruik van vertrouwen. Per 31 maart werd geschat dat circa een miljoen euro aangewend werd voor persoonlijke doeleinden. Zelf beweert El Kaouakibi dat er frauduleus aangepaste documenten en facturen aan de pers uitgelekt zijn, maar dat ze, meer dan drie jaar na datum, te weinig tijd heeft gehad om zich grondig te verdedigen.

## Ondernemingen
El Kaouakibi was actief als (sociaal) onderneemster in verschillende vennootschappen en vzw's. De belangrijkste was de vzw Let’s Go Urban, later omgedoopt tot LGU Academy, een dansschool en sociaal project voor hangjongeren in Antwerpen, opgericht op 23 december 2011 en spil in het netwerk van vennootschappen en vzw's die door El Kaouakibi en/of haar partner werden opgericht. Daarnaast waren er ook nog WannaWork, WannaChange, A woman's View etc. Voor een volledig overzicht: zie Sihame El Kaouakibi.

## Let's Go Urban

### Getuigenissen van werknemers
Apache.be deelde getuigenissen van werknemers van de bedrijven van El Kaouakibi. Er was sprake van stiekeme camerasurveillance, er werd geknoeid met cijfers, en het personeel werd ingezet voor haar politieke campagne. Er was ook kritiek op de autoritaire leiderschapsstijl, zowel van El Kaouakibi als haar partner.

### Extern auditbureau
Drie leden van de raad van bestuur van de vzw waren misnoegd omdat ze duidelijkheid over de boekhouding wilden, maar die naar eigen zeggen niet kregen. Daarom lieten ze op 27 november 2020 het onafhankelijke auditbureau i-Force de vzw doorlichten. In de forensische audit van 21 januari 2021 is sprake van een vervlechting van de boekhouding van Let's Go Urban met verschillende andere vzw's en privébedrijven van El Kaouakibi. en een onvolledige boekhouding bij de vzw. Zo zouden kosten voor andere vennootschappen door de vzw betaald zijn en zouden door Let's Go Urban gekochte goederen gebruikt zijn voor privébedrijven van El Kaouakibi, ook al waren er niet altijd dienstverleningsovereenkomsten tussen Let's Go Urban en die andere bedrijven. Bovendien was de boekhouding niet enkel chaotisch maar ook onvolledig. Als de boekhouding eind 2020, na enkele weken spoorloos te zijn verdwenen, toch opnieuw boven water komt, is niet enkel de boekhouding van 2020 onvindbaar, maar ontbreken tevens heel wat facturen uit de boekhouding van 2019 en 2018. De audit van I-Force reveleerde tevens dat er voor 90.000 euro aan (voor een jongerencentrum) ongeschikte planten en meubilair (o.a. fluwelen zetels met gouden poten) werd gekocht. De goederen waren officieel bestemd voor het Urban House, maar stonden volgens El Kaouakibi in het Jacob Jordaenshuis opgeslagen omdat het Urban House niet was opgeleverd.

### Voorlopig bewindvoerder
Naar aanleiding van de forensische audit namen de drie ontevreden bestuurders ontslag en dienden ze een eenzijdig verzoekschrift in bij de ondernemingsrechtbank van Antwerpen. Op 2 februari 2021 besliste de rechtbank om advocate Annemie Moens aan te stellen tot voorlopig bewindvoerder. Moens kreeg de opdracht om gedurende drie maanden de dagelijkse werking van de vzw Let's Go Urban op te volgen en de geldstromen van en naar het stadsdansproject te onderzoeken. El Kaouakibi zelf hield haar onschuld staande en haar advocaten tekende op 9 februari derdenverzet aan tegen de aanstelling.
Nadat 't Scheldt de zaak had onderzocht, meldde ook VTM Nieuws bij monde van Faroek Özgünes op 28 maart dat er bij LGU zes facturen zijn vervalst ter waarde van minstens 50.000 euro. In het verslag van de voorlopige bewindvoerder van Let's Go Urban van 29 maart 2021 is er sprake van "georganiseerd bedrog" door El Kaouakibi. In twee jaar zou zo'n 450.000 euro subsidiegeld zijn doorgesluisd van de vzw LGU naar privévennootschappen van El Kaouakibi of gebruikt zijn voor persoonlijke uitgaven die gefactureerd werden aan haar vzw's. Ook waren er cruciale documenten uit de boekhouding van de vzw verdwenen.
Op 27 april verklaarde de ondernemingsrechtbank in Tongeren het derdenverzet van El Kaouakibi ongegrond en verlengde ze de opdracht van de voorlopig bewindvoerder met een maand om na te gaan of een faillissement onafwendbaar is dan wel of een gerechtelijke reorganisatie nog mogelijk is. Tegelijk veroordeelde de ondernemingsrechtbank El Kaouakibi tot het betalen van drie vierden van de kosten gemaakt door de bewindvoerster (in casu provisoir begroot op 30.000 euro). Volgens de rechtbank weigerde El Kaouakibi mee te werken aan het onderzoek door documenten uit de boekhouding achter te houden wat het onderzoek van Moens langer en dus duurder maakte. Op verzoek van voorlopige bewindvoerster Moens  verklaarde de Antwerpse ondernemingsrechtbank op 3 juni 2021 Let's Go Urban failliet. De vzw torst een schuldenlast van minstens 220.000 euro.

### Stad Antwerpen

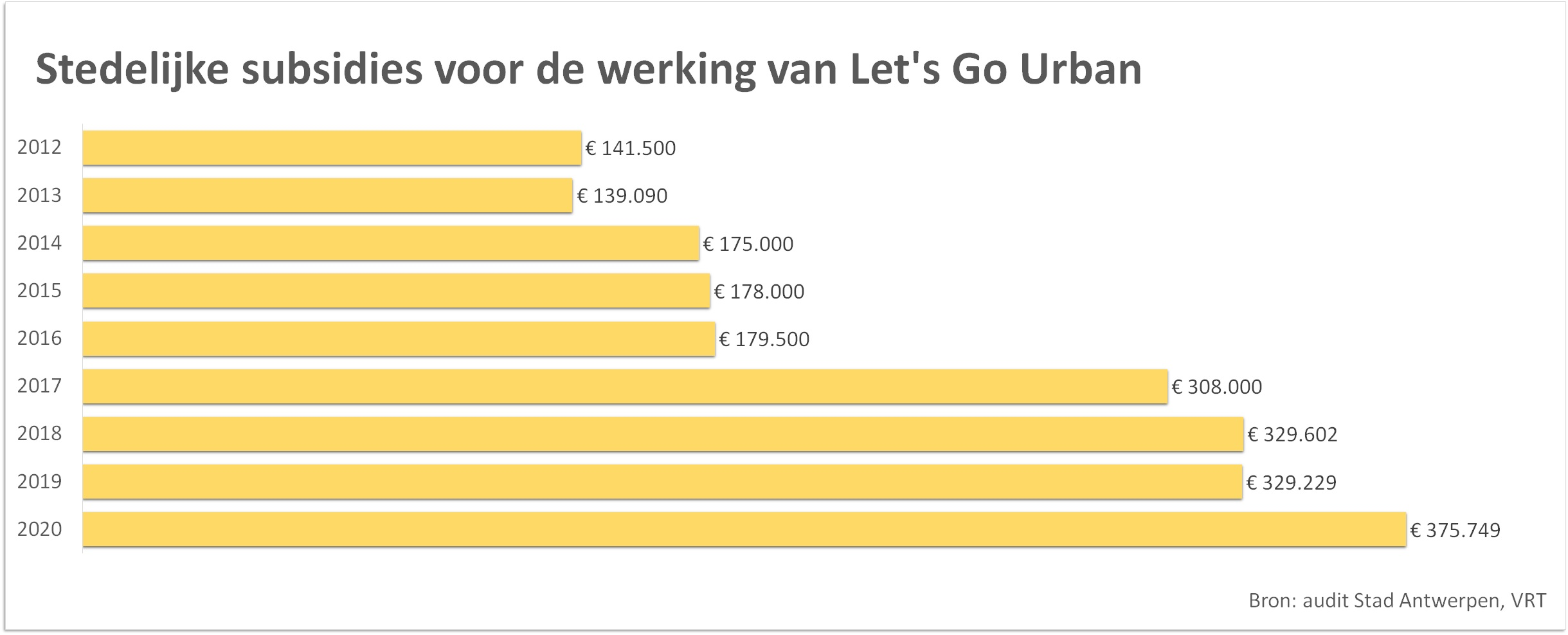
Aantal subsidies uitgegeven aan de werking van Let's Go Urban. In de periode 2012-2020 betaalde de stad Antwerpen 2,2 miljoen euro aan werkingssubsidies.

#### Beslag op vastgoed
Nadat VTM Nieuws begin april 2021 meldingen had gekregen dat El Kaouakibi van plan zou zijn om haar 2,46 miljoen euro aan vastgoed te verkopen, schakelde de stad Antwerpen de curator van haar failliet verklaarde horecabedrijf Point Urbain in met de vraag om bewarende maatregelen te nemen naar haar privévermogen. Om te voorkomen dat El Kaouakibi haar vastgoed zou verkopen of bankrekeningen zou leeghalen, eiste de Stad Antwerpen bewarend beslag op twee bouwgronden en drie woningen, waaronder een luxevilla in Edegem die werd verhuurd via Airbnb en booking.com.

#### Interne auditdienst
Op 15 april 2021 bleek uit het rapport van de stedelijke Interne Auditdienst dat de stad Antwerpen sinds 2014 in totaal 5,2 miljoen euro aan subsidies aan de vzw Let's Go Urban (LGU) had uitgekeerd. Ongeveer 1,8 miljoen euro daarvan was bestemd voor de dagelijkse werking van de LGU zoals de organisatie van workshops dans, muziek, sport en multimedia. Maar het grootste deel van het geld, ongeveer 3,4 miljoen euro, ging naar de renovatie van de feestzaal Kielpark op het Kiel, voortaan als uitvalsbasis van LGU Urban Center geheten, én de nieuwbouw van het House of Empowerment naast het UC, waarmee LGU een samenwerking met scholen, wijkwerkingen en jongerenorganisaties wilde uitbouwen. Bovendien kreeg LGU als huurder van de stadseigendom voor negen jaar een forse korting op het huurgeld (300 euro per jaar), ver beneden de marktconforme vergoeding van 94.000 euro. De renovatie van het Urban Center zal uiteindelijk driemaal meer kosten dan aanvankelijk werd begroot. Na de oorspronkelijke investeringsenveloppe van 1 miljoen euro in 2016 krijgt de vzw een jaar later er nog 800.000 euro bij. Na een brief van El Kaouakibi aan burgemeester Bart De Wever in juni 2018 ontvangt LGU in 2019 opnieuw een geldsom van 1,2 miljoen euro. In 2020 voorziet het stedelijke meerjarenplan 2020-2025 nog eens 400.000 euro aan LGU.
In totaal zou zo'n half miljoen euro stedelijk subsidiegeld mogelijk oneigenlijk zijn gebruikt. Van de stedelijke investeringstoelagen voor de werken aan het Urban Center werd zowat 350.000 euro via onterechte facturen doorgesluisd naar privébedrijven van El Kaouakibi. Tevens kwam aan het licht dat El Kaoukibi zichzelf als ceo van LGU in 2016 een loonsverhoging toekende van 60.000 euro naar 100.000 euro op jaarbasis, wat heel wat meer was dan voor haar medewerkers.
Uit de eindbalans van de audit blijkt dat 131 van de 202 facturen van LGU ingediend tussen 2016 en 2020 verdacht of frauduleus zijn, samen goed voor 2,47 miljoen euro. Slechts 71 afrekeningen zouden volledig correct zijn. Voor 80 facturen (2,1 miljoen) ontbreekt de onderbouwing, bij 33 facturen (203.000 euro) werden de uitgaven ten onrechte afgewenteld op de stad, bij 9 facturen wordt vermoed dat ze minstens gedeeltelijk werden gebruikt voor andere locaties dan het Urban Center zoals bv. JJ House, 3 facturen werden dubbel betaald en bij 6 facturen is er sprake van datamanipulatie. Op basis van een analyse van de pdf-documenten met behulp van het softwareprogramma PDF-XChange Editor concludeerden de auditeurs dat bepaalde tekstelementen op de facturen digitaal werden overplakt met andere wit- of tekstvakken.
De Stedelijke Inspectie van Financiën ontdekte ook dat El Kaouakibi in november 2018 een industriële keuken van 26.000 euro had gekocht voor het Urban Center op het Kiel die betaald werd met Let's Go Urban-subsidies maar uiteindelijk speciaal op maat gemaakt terecht kwam in de commerciële evenementenlocatie JJ House, het Jacob Jordaenshuis. El Kaouakibi legde de enkel door haar zelf getekende bruikleenovereenkomst nooit voor aan de raad van bestuur van Let's Go Urban noch aan de stad Antwerpen.

#### Stopzetting subsidies
Op 26 april 2021, een week na de ingebrekestelling van Let's Go Urban, besliste het Antwerpse schepencollege om de samenwerking met LGU onmiddellijk stop te zetten. De stad Antwerpen trekt de erkenning van LGU Academy vzw als professionele jeugdwerkpartner in en stopt de subsidiëring van het project, wat betekent dat de lonen niet meer betaald kunnen worden. De stad stelt zich ook als burgerlijke partij in het strafrechtelijk onderzoek naar de vzw en oprichtster El Kaouakibi. In een open brief op Instagram hekelde El Kaouakibi de "eenzijdige beslissing" van de stad omdat ze geen eerlijke kans zou hebben gekregen om te antwoorden op de vragen die haar werden gesteld.

#### Dagvaarding bestuursleden
Eind juni 2021 dagvaardde het Antwerpse stadsbestuur de zeven voormalige leden van de raad van bestuur van LGU, onder wie ook Groen-senator Fourat Ben Chikha, voorzitter van de raad van 2015 tot 2018. Volgens burgemeester Bart De Wever waren de leden van de raad van bestuur hoofdelijk verantwoordelijk en dus ook aansprakelijk voor het indienen van die facturen, ook als ze geen weet hadden van de subsidiefraude. Hierdoor zou de stad hun persoonlijk vermogen kunnen aanspreken om de 450.000 euro aan onterecht uitgekeerde subsidies aan de vzw terug te vorderen.

### Strafrechtelijk onderzoek
Op 5 februari 2021 startte het Parket Antwerpen ambtshalve (d.w.z. zonder dat het een klacht had ontvangen) een onderzoek, waarbij de Centrale Dienst voor Bestrijding van Corruptie (CDBC) mogelijke fraude nagaat. Nadat El Kaouakibi zelf had onderzocht wat er kon misgelopen zijn bij Let's Go Urban, diende ze bij het gerecht een klacht tegen onbekenden in wegens valsheid in geschrifte, informaticafraude en hacking. Documenten met betrekking tot besprekingen van de raad van bestuur zouden namelijk op onrechtmatige wijze aangepast en/of verwijderd zijn en een medewerker van Let's Go Urban zou onrechtmatig geprobeerd hebben om zichzelf toegang te verschaffen tot een aantal belangrijke documenten van de vzw.
Op 19 maart besliste het Antwerpse parket om een gerechtelijk onderzoek te openen en een onderzoeksrechter aan te stellen die klaarheid moet scheppen in het financieel kluwen rond Let's Go Urban. De onderzoeksrechter gaat na of er sprake is van valsheid in geschrifte, het bedrieglijk niet voeren van een correcte boekhouding, subsidiefraude, misbruik van vennootschapsgoederen en misbruik van vertrouwen. Naar aanleiding van het gerechtelijke onderzoek bood El Kaouakibi haar ontslag aan als bestuurder, maar dat werd op de algemene vergadering van de vzw geweigerd. In april 2021 nam ze alsnog ontslag uit de raad van bestuur.
In het kader van het gerechtelijk onderzoek voerden de CDBC en de federale Computer Crime Unit op 6 mei 2021 verschillende huiszoekingen uit, zowel in de privéwoning van El Kaouakibi als op de zetel van haar vennootschappen. Vanwege haar parlementaire onschendbaarheid dienden de huiszoekingen te gebeuren met de toelating van de voorzitter van het Hof van Beroep en in aanwezigheid van de voorzitter van het Vlaams Parlement, in casu Liesbeth Homans. Er werden boekhoudkundige documenten en computerbestanden in beslag genomen. De klacht tegen onbekenden die Sihame El Kaouakibi zelf eerder indiende en de klacht met burgerlijke partijstelling die El Kaouakibi midden maart indiende tegen de verantwoordelijke van de website 't Scheldt wordt door dezelfde onderzoeksrechter onderzocht. ’t Scheldt weigert de namen te onthullen van de auteurs van de artikelen over Sihame El Kaouakibi. In februari 2022 werd het verslag van de onafhankelijke bedrijfsrevisor die door de onderzoeksrechter eerder was aangesteld om de geldstromen en de boekhoudkundige transacties van LGU te analyseren aan het gerechtelijk dossier toegevoegd. El Kaouakibi werd ook al vier keer verhoord door de leden van de CDBC, maar kreeg tot ongenoegen van haar advocaat Mounir Souidi nog geen inzage in het strafdossier.
In oktober 2022 besliste het Antwerpse parket dat het El Kaouakibi enkel wilde vervolgen voor fraude met subsidies die Let's Go Urban had gekregen van de stad Antwerpen, ter waarde van "slechts" (dixit Antwerps burgemeester Bart De Wever) 269.000 euro. Het parket oordeelde dat er geen voldoende bewijs was gevonden voor fraude met de subsidies die de vzw had ontvangen van de provincie Antwerpen, de Vlaamse Gemeenschap en federale overheid. Nadat de Vlaamse Gemeenschap en de stad Antwerpen in samenwerking met de burgerlijke partijen het parket om bijkomende onderzoeksdaden hadden gevraagd, werd de zitting van de raadkamer voor onbepaalde duur uitgesteld.
Met het oog op de doorververwijzing van het strafdossier naar de raadkamer voor een eventuele veroordeling door de correctionele rechtbank vroeg het Antwerpse parket aan de Commissie Vervolgingen van het Vlaams Parlement om de parlementaire onschendbaarheid van Sihame El Kaouakibi op te heffen. El Kaouakibi werd door Commissie uitgenodigd om gehoord te worden tijdens de zitting, maar liet per mail weten dat ze niet aanwezig zou zijn maar dat ze zich evenmin zou verzetten tegen de opheffing van haar onschendbaarheid. Op 17 oktober 2022 adviseerde de Commissie, na inzage in haar gerechtelijk dossier, unaniem, het Vlaams Parlement om haar onschendbaarheid op te heffen. Tijdens de zitting van de plenaire vergadering van 19 oktober 2022, vroeg El Kaouakibi, na twee jaar ziekteverlof opnieuw aanwezig, in een emotioneel pleidooi om haar parlementaire onschendbaarheid op te heffen. Het Vlaams Parlement stemde hier, eveneens unaniem, mee in. Om de sereniteit te bewaren, beslisten de Vlaams fractieleiders om de zitting, waarbij El Kaouakibi na twee jaar ziekteverlof opnieuw aanwezig was en een emotioneel pleidooi hield, achter gesloten deuren te laten plaatsvinden. Ook een cameraploeg van reportagemaker Eric Goens, die sinds oktober 2021 in opdracht van Eén een documentairereeks maakte over het leven en werk van politica Kaouakibi, diende het halfrond te verlaten.
Wanneer het extra onderzoek in oktober 2023 negen nieuwe verdachte facturen aan het licht bracht (voor een bedrag van 320.000 euro) vroeg het parket om de parlementaire onschendbaarheid van Kaouakibi voor een tweede maal op te heffen. Het Vlaams Parlement ging hier op 25 oktober 2023 op in. Een dag later werd de zaak echter nog eens voor onbepaalde tijd uitgesteld, nadat er opnieuw bijkomend onderzoek werd gevraagd.
Na de afloop van het tweede bijkomende onderzoek besloot de raadkamer van Antwerpen op 17 oktober 2024 om El Kaouakibi, haar partner en haar vzw Let's Go Urban voor de correctionele rechtbank te dagen voor valsheid in geschrifte en subsidiefraude. Volgens het parket waren er voldoende aanwijzingen dat er in totaal voor 590.000 euro aan subsidiegeld was verduisterd, waarbij het ging om 320.000 euro van de Vlaamse Gemeenschap en 270.000 euro van de stad Antwerpen.De Vlaamse Gemeenschap, een van de burgerlijke partijen - tekende tegen deze doorverwijzing beroep aan bij de kamer van inbeschuldigingstelling (KI). De KI verklaarde op 29 april 2025 het beroep van de Vlaamse overheid onontvankelijk en bevestigde de vordering die de raadkamer van Antwerpen eerder had gesteld.

### Vlaamse Gemeenschap
Uit het rapport van de audit van de Vlaamse Inspectie voor Financiën van 25 oktober 2021 blijkt dat Sihame El Kaouakibi van 1 januari 2012 tot 1 februari 2021 voor 18 dossiers (17 subsidiedossiers en 1 overheidsopdracht) zo'n 1.363.622 euro verkreeg van de Vlaamse overheid. Kaouakibi verrijkte daarmee vooral zichzelf en haar directe familieleden, zelfs als deze niet voor El Kaouakibi werkten. Volgens het rapport gaat het om "systematisch en symptomatisch misbruik van subsidiestromen". Meestal gaat het om voorschotten die werden betaald om de (on)kosten van El Kaouakibi's vzw's en andere rechtspersonen te vergoeden waarvoor achteraf nooit facturen werden ingediend om die kosten te bewijzen. De aangevraagde project- en werkingssubsidies werden toegekend door het Agentschap Binnenlands Bestuur, het Agentschap Overheidspersoneel, het Departement Cultuur, Jeugd en Media en het Departement Onderwijs. De in het kader van de corona-maatregelen verstrekte subsidies (hinderpremie) werden in de audit niet onderzocht. Nog volgens het rapport ging de Vlaamse overheid ook zelf in de fout door de subsidies te makkelijk uit te keren "op basis van te vage en te vrijblijvend opgemaakte besluiten" waardoor El Kaouakibi makkelijk kon "subsidieshoppen" bij de verschillende diensten. Ook de controles waren ofwel te laks ofwel helemaal onbestaande.
Budgettair opmerkelijk is de zgn. ‘ad nominatim’, (d.w.z. buiten het reglementair kader) investeringssubsidie van € 400.000 die op 15 december 2017 door Vlaams minister van Cultuur Sven Gatz (Open Vld) werd toegekend ten laste van het Fonds Culturele Infrastructuur (FOCI) voor de renovatie van het Urban Center op het Kiel in Antwerpen. El Kaouakibi kreeg hiervoor, uitzonderlijk, meteen (in principe gebeurt betaling in schijven), een voorschot van 80% (320.000 euro) op de rekening van LGU gestuurd zonder een factuur voor te leggen. De inschrijving van deze facultatieve subsidie (op een aparte lijn in de begroting van FOCI) gebeurde evenwel zonder de vereiste kennisgave en voorlegging aan respectievelijk het Vlaams Parlement en de Vlaamse regering en zonder controle achteraf. Vlaams minister van Begroting Matthias Diependaele (N-VA), die de audit in maart 2021 had aangevraagd, bevestigt op basis van het rapport dat gaat het om een foutieve toekenning die geen decretale basis had. Ondanks twee formele aanmaningen aan het adres van El Kaouakibi, in september 2019 en in februari 2021, heeft het Vlaamse departement voor Jeugd en Cultuur tot heden nog steeds geen facturen of verklaringen ontvangen.
In oktober 2022 besliste het Antwerpse parket dat het El Kaouakibi enkel wilde vervolgen voor fraude met subsidies die Let's Go Urban had gekregen van de stad Antwerpen.  Het parket oordeelde dat er geen voldoende bewijs was gevonden voor fraude met de subsidies die de vzw had ontvangen van de Vlaamse Gemeenschap.
Volgens Vlaams minister van Financiën Matthias Diependaele had onderzoek van de Vlaamse administratie echter uitgewezen dat de vzw verantwoordingsstukken voor slechts 100.000 van de 320.000 euro aan betaalde subsidies had kunnen voorleggen en dat Let's Go Urban volgens hun analyse wel degelijk voor 220.000 euro aan subsidies gebruikt zou hebben voor een andere doelstelling dan waarvoor de subsidies waren toegekend. Daarop vragen zowel de Vlaamse Gemeenschap als de stad Antwerpen, in samenspraak met de burgerlijke partijen, het parket om bijkomende onderzoeksdaden te verrichten. Wanneer het extra onderzoek in oktober 2023 negen nieuwe verdachte facturen aan het licht bracht (voor een bedrag van 320.000 euro) vroeg het parket om de parlementaire onschendbaarheid van Kaouakibi voor een tweede maal op te heffen. Het Vlaams Parlement ging hier op 25 oktober 2023 op in. Een dag later werd de zaak echter nog eens voor onbepaalde tijd uitgesteld, nadat er opnieuw bijkomend onderzoek werd gevraagd.

### Provincie Antwerpen
Sihame El Kaouakibi was van 2013 tot 2018 lid en voorzitter van de (bovenlokale) culturele projectencommissie van de provincie Antwerpen. De commissie gaf advies en oordeelde over de cultuursubsidies van Let's Go Urban en projecten van andere (concurrerende) organisaties. Uit de verslagen bleek dat ze weinig aanwezig was op vergaderingen, maar wel de zitting verliet als er een aanvraag tot subsidies van LGU werd besproken. In 2011 kon LGU al rekenen op subsidies van het Jeugdsportfonds Camille Paulus (5.000 euro) en in 2012 op een bedrag van 42.579 euro van toenmalig (provinciaal) gedeputeerde van Jeugd Marc Wellens (CD&V). In 2013 gaf zijn opvolger Inga Verhaert (Vooruit) nog eens 41.600 euro. Over een periode van zeven jaar gaf de provincie Antwerpen LGU in totaal 219.179 euro cultuursubsidies.
In oktober 2022 oordeelde het Antwerpse parket onvoldoende bewijs te hebben gevonden dat er fraude was gepleegd met de subsidies die Let's Go Urban van de provincie Antwerpen had ontvangen. Op 28 oktober 2022 zou de raadkamer van Antwerpen oordelen voor welke tenlasteleggingen El Kaouakibi kon worden doorverwezen naar de rechtbank, maar nadat verschillende betrokken partijen verzochten om bijkomende onderzoeksdaden te verrichten, werd de zitting van de raadkamer voor onbepaalde duur uitgesteld.

## WeLoveBxl
Naar aanleiding van het rapport van LGU-bewindvoerder Moens besloot de Federale Overheidsdienst Binnenlandse Zaken ook de besteding van subsidies aan WeLoveBxl te onderzoeken. Deze vzw, het Brusselse filiaal van Let's Go Urban dat na de aanslagen in Brussel van 2016 was opgericht om de radicalisering van kansarme jongeren in Sint-Jans-Molenbeek tegen te gaan, had van het kabinet van voormalig minister van Binnenlandse Zaken Jan Jambon (N-VA) 200.000 euro subsidies ontvangen. Uit e-mails die VTM kon inkijken blijkt dat een deel daarvan, zo'n 3630 euro, door El Kaouakibi en haar (zaken-)partner Erika Xuan Nguyen werd aangewend om de klerenkasten in haar privéwoning in Berchem met een witte folie te laten bekleden.
In oktober 2022 oordeelde het Antwerpse parket onvoldoende bewijs te hebben gevonden dat er fraude was gepleegd met de subsidies die El Kaouakibi voor dit project van de federale overheid had ontvangen. Op 28 oktober 2022 zou de raadkamer van Antwerpen oordelen voor welke tenlasteleggingen El Kaouakibi kon worden doorverwezen naar de rechtbank, maar nadat verschillende betrokken partijen verzochten om bijkomende onderzoeksdaden te verrichten, werd de zitting van de raadkamer voor onbepaalde duur uitgesteld.

## Point Urbain
Op 16 februari 2021 werd Point Urbain, de door Sihame El Kaouakibi en haar partner Erika Nguen opgerichte vennootschap die evenementen en catering organiseerde in de horecalocatie JJ House, failliet verklaard. Volgens de vennoten was de schuldenlast die door de curator werd vastgesteld op 1,11 miljoen euro het gevolg van de coronacrisis. Omdat El Kaouakibi en Nguyen volgens de curator grote fouten hebben gemaakt in de periode toen duidelijk werd dat het faillissement onafwendbaar was, werden ze beiden door hem in juni 2021 persoonlijk aansprakelijk geacht voor de schadeclaim van een miljoen euro. Zo verdween niet alleen een cash voorschot van een koppel voor een gepland, maar niet plaatsgevonden huwelijk in JJHouse en een obligatielening van 762.000 euro maar bleken ook goederen (meubels, lichtinstallatie) die door het Antwerpse stadsbestuur werden betaald en bestemd waren voor de vzw Let's Go Urban maar terechtkwamen in het JJHouse, spoorloos verdwenen te zijn. In oktober 2022 raakte bekend dat het parket van Antwerpen de geëiste schadeclaim in dit dossier niet in beschouwing nam voor verdere vervolging omdat er onvoldoende aanwijzingen waren dat er strafbare feiten waren gepleegd.

## WannaWork
Het online tewerkstellingsproject voor kansarme jongeren werd in 2017 door El Kaouakibi opgericht met de financiële steun van ongeveer 15 topondernemers (onder wie Thomas Leysen, Christian Leysen, Françoise Chombar, Luc Bertrand) die samen zo'n 475.000 euro aan startkapitaal investeerden. De donaties van de private investeerders kwamen eerst op de rekening van Point Urbain terecht, maar werden daarna meteen doorgestort naar het nog op te richten WannaWork. Daarna werd nog eens zo'n 200.000 euro naar de privé-vennootschappen van El Kaouakibi (A Woman's View) en Erika Nguyen (Tokomat) doorgestort. Volgens LGU-bewindvoerder Moens kwam er daarnaast ook vanuit de vzw LGU voor de periode 2018-2019 in totaal nog 59.090 euro terecht bij WannaWork als vergoeding voor de ondersteuning van 'sollicitaties en employment' bij LGU. Volgens Sihame El Kaouakibi ging het om de betaling van workshops aan jongeren bij LGU, maar concrete facturen of enige toelichting hiervan zijn volgens Moens nergens terug te vinden. Later zou ook minister Alexander De Croo WannaWork rechtstreeks subsidiëren met een toelage van 450.000 euro. Uiteindelijk zouden  slechts een twintigtal jongeren door WannaWork aan een job geholpen zijn.
Op 9 april 2021 besliste de Antwerpse ondernemingsrechtbank om ook voor El Kaouakibi's online-jobplatform WannaWork BV een voorlopige bewindvoerder (Jean Hendrickx) aan te stellen. De rechter nam deze beslissing op verzoek van Philippe Termote, curator van het reeds failliet verklaarde Point Urbain, de vennootschap achter Kaouakibi's evenementen- en cateringlocatie JJ House. Na integrale studie van de boekhouding en overleg met de advocaten en zakenpartner Erika Xuan Nguyen bleek dat er tussen WannaWork en Point Urbain financiële transacties gebeurd waren die door geen enkele factuur of boekhoudkundig document (lening) te verklaren zijn, maar die als geldopnames van de rekening-courant gekwalificeerd werden. Volgens El Kaouakibi's advocaat Joris Vercraeye gaat het in feite om een obligatielening die, met uitzondering van de wél verschuldigde interesten, pas tegen 2026 door WannaWork moet worden terugbetaald. El Kaouakibi en Nguyen werden door Termote in gebreke gesteld om in totaal ongeveer 500.000 euro terug te betalen. Om schuldeisers te kunnen terugbetalen vroeg de PU-curator eind april het faillissement van WannaWork aan.
Omdat volgens voorlopig bewindvoerder Hendrickx WannaWork slechts "een lege doos" is die het verplichte bedrag van 510.000 euro niet kan terugbetalen aan de curator van Point Urbain besliste de ondernemingsrechtbank van Antwerpen op 1 juli 2021 de besloten vennootschap Wannawork failliet te verklaren. In tegenstelling tot de vennootschap zelf blijft het merk WannaWork, op 1 februari 2021 opgekocht door uitzendbureau Vivaldis Interim, wel bestaan. Het voorschot van 100.000 euro dat door Vivaldis Interim voor de overname werd betaald, werd volgens curator Termote door El Kaouakibi en Xuan Nguyen onmiddellijk aan zichzelf uitgekeerd als managementvergoeding of "cash drain".

## Verdediging
In een korte videoboodschap van 4 februari 2021 ontkent El Kaouakibi met verbijstering alle verdachtmakingen en beschuldigingen van fraude die ze afdoet als "ernstig verbaal vandalisme en een trial by media". Tegelijk vraagt ze een onderzoek naar het optreden van de drie misnoegde bestuurders die een audit hebben aangevraagd. Op dezelfde dag werd bekend dat El Kaouakibi derdenverzet aantekent tegen de beslissing van de Antwerpse ondernemingsrechtbank om een bewindvoerder aan te stellen.
Tijdens een persconferentie van 22 februari 2021 verdedigde Sihame El Kaouakibi zich tegen de beschuldigingen van fraude met een rapport van Johan Vande Lanotte die naar eigen zeggen optrad als onafhankelijk analist, maar wel door El Kaouakibi werd betaald. Volgens het expertiserapport van de minister van staat, die professioneel vaak samenwerkt met Kaoukibi's advocaat Omar Souidi, is er geen sprake van ongeoorloofde persoonlijke verrijking, wetsovertredingen of het onterecht aanwenden van subsidies voor haar privévennootschappen. Wel waren er te veel slordigheden en schoonheidsfoutjes in de boekhouding van de vzw en was ook de communicatie van El Kaouakibi naar de raad van bestuur slecht. Nog volgens Vande Lanotte zou het onderzoeksbureau i-Force moedwillig feitelijke onjuistheden in hun audit over Let's Go Urban hebben opgenomen, iets wat door i-Force met klem wordt ontkend.
Als reactie op het (vernietigende) verslag van de voorlopige bewindvoerster maakte Vande Lanotte op 21 april 2021 tijdens een tweede, ditmaal digitale persconferentie zijn tegenrapport bekend. Daarin beweerde Vande Lanotte dat 80% van het vermeende doorgesluisde subsidiegeld (450.000 euro) niet bewezen, maar 'speculatief' is en dat er enkel voor een bedrag van 93.000 euro terecht vragen mogen worden gesteld. Volgens Vande Lanotte is Shihame El Kaouakibi het slachtoffer van een doelbewuste, publieke beschadigingsoperatie ("digitale lynchpartij") met extreme, onherstelbare reputatieschade tot gevolg en zou een eerlijk proces na het 'mediacircus' niet meer mogelijk zijn. Volgens haar advocaten Joris Vercraeye en Omar Souidi kreeg El Kaouakibi nooit de tijd om grondig te antwoorden op de zaken die haar werden verweten, maar zal ze "de gepaste antwoorden geven tijdens het gerechtelijk onderzoek.”
Tijdens de zitting over de opheffing van Kaouakibi's parlementaire onschendbaarheid op 19 oktober 2022, besliste Vlaams Parlement-voorzitter Liesbeth Homans na overleg met het bureau van de fractieleiders, om de verdedigingsrede van El Kaoukibi tegen de beschuldigingen van subsidiefraude te laten plaatsvinden achter gesloten deuren. Een dag later postte Kaouakibi haar toespraak - een zes minuten durende monoloog - op sociaalnetwerksite Instagram. In deze videoboodschap verklaarde El Kaouakibi "klaar te zijn om haar rechten uit te oefenen en de waarheid te brengen, (...) voor de bevoegde rechter, maar wel in alle openheid en in alle transparantie.” Tevens gaf ze weliswaar toe dat ze, "in haar panische ambitie om het goede te doen" voor jongeren, net zoals iedereen, fouten had gemaakt en naïef was geweest, maar vertelde ze ook dat zij, haar gezin en haar familie sinds de opening van de strafzaak (in april 2021) zwaar hebben geleden onder de bedreigingen, de haatberichten, de lastercampagnes, vooroordelen en vandalisme die tegen haar gericht waren.

## Vertrek uit Open Vld
Na een voorlopige schorsing van El Kaouakibi voor zes maanden als partijlid en het opstarten van de procedure tot uitsluiting door de partij nam El Kaouakibi op 8 april 2021 zelf ontslag uit de Open Vld. Ze blijft echter wel zetelen als onafhankelijk Vlaams Parlementslid. In haar ontslagbrief halen El Kaouakibi's advocaten zwaar uit naar de Open Vld die volgens hen hun liberale en staatsrechtelijke principes hebben verloochend alsook naar VTM-journalist Faroek Özgünes die, "door zich te gedragen als rechter ten gronde, het vermoeden van onschuld van Sihame El Kaouakibi heeft geschonden". Özgünes repliceert daarop dat haar advocaten alleen schieten op zijn persoon i.p.v. op zijn bevindingen en dat hij enkel zijn plicht deed als onderzoeksjournalist.

## Politieke verantwoordelijkheid en integriteit
Volgens de doorlichting van de Interne Auditdienst van de stad Antwerpen was er vanuit het stadsbestuur weliswaar geen sprake van kwaad opzet maar wel van een gebrek aan controle op de subsidies aan Let’s Go Urban. Volgens VRT NWS, dat de audit eveneens kon inkijken, stelt het rapport dat er te weinig, te oppervlakkig, en met een te weinig kritische blik werd gecontroleerd. Bovendien was er te weinig coördinatie tussen de verschillende stadsdiensten, aldus de auditeurs. De stedelijke auditeurs wijzen daarvoor met een beschuldigende vinger naar de patrimoniumverantwoordelijke die als stedelijk ambtenaar het project moest opvolgen, een te "nauwe band" zou hebben gehad met Sihmae El Kaouakibi waardoor "zijn kritische reflex zou zijn aangetast". Hoewel het rapport zelf zich niet uitspreekt over eventuele politieke verantwoordelijkheid in hoofde het schepencollege, ontslaat volgens politicoloog Dave Sinardet (VUB) het feit "dat ook anderen zich in de luren lieten leggen, het Antwerps stadsbestuur niet van de eigen politieke verantwoordelijkheid". Uit de audit bleek tevens dat er onder het nieuwe stadsbestuur, met Vooruit in plaats van CD&V, er niet veel méér controle is. De nieuwe schepen van Jeugd Jinnih Beels (Vooruit) gaf haar toestemming voor de werkingstoelage voor LGU voor 2020 zonder over de goedgekeurde jaarrekening van 2019 te beschikken. Volgens Beels' woordvoerder is dat "een van de redenen dat de werkingstoelage voor 2021 uiteindelijk is opgeschort".
Op 16 april 2021 besprak het Antwerpse schepencollege de audit van de stedelijke Inspectie Financiën. Volgens de burgemeester van Antwerpen, Bart De Wever toont de interne audit geen integriteitsproblemen in het stadsbestuur. Wel gaat het om een collectieve, politieke verantwoordelijkheid van het vorige schepencollege, een stukje van het huidige college, de administratie én zelfs van de hele gemeenteraad. De Wever wijst erop dat "als blijkt dat het stadsbestuur samen met veel andere overheden en private bedrijven effectief zijn opgelicht geweest door El Kaouakibi, de stad het slachtoffer is en niet de dader".
Op 16 april 2021 diende de PVDA klacht in bij het integriteitsbureau van de stad Antwerpen over de rol van het stadsbestuur in de zaak. Fractieleider Peter Mertens viseerde vooral de NVA-politici Bart De Wever en voormalig schepen van Jeugd Nabilla Ait Daoud die volgens hem te laks waren in het toestaan en controleren van het hoge aantal subsidies aan LGU. “Het project van El Kaouakibi paste perfect in de neoliberale visie van dit stadsbestuur op het middenveld: ondernemerschap in plaats van kritisch sociaal werk", aldus nog de PVDA-fractieleider.
De overige oppositiepartijen van het Antwerpse stadsbestuur, Groen, Vlaams Belang en CD&V hebben het ontslag van de Antwerpse schepenen Koen Kennis en Nailla Ait Daoud gevraagd. Koen Kennis denkt naar eigen zeggen echter niet aan opstappen. Hij vertelde aan Radio 2: "Als het gaat om oplichterij moeten we eerst naar de oplichter kijken". Vlaams Belang hekelde ook het favoritisme van het stadsbestuur en vroeg een bijkomend onderzoek van Audit Vlaanderen. De partij vraagt tevens de stopzetting van alle subsidies die naar de organisaties van de zgn. integratie- en diversiteitsindustrie vloeien. In een mail aan VB-gemeenteraadslid Sam Van Rooy antwoordt Audit Vlaanderen bij monde van Afdelingshoofd Wim De Naeyer dat er "geen indicaties zijn dat de door de Interne Audit van de stad Antwerpen uitgevoerde audit omtrent de betoelaging van vzw Let’s Go Urban niet zou zijn gebeurd op een kwaliteitsvolle wijze, conform de geldende auditstandaarden" en dat er dus geen redenen zijn om zelf een onderzoek te starten. Volgens Audit Vlaanderen wijzen de controles van de Antwerpse audit weliswaar op ‘onzorgvuldigheden’, maar zijn er geen aanwijzingen dat ze het gevolg zijn van ‘favoritisme of politieke druk’.